# Virginia Slims of Houston 1984
Virginia Slims of Houston 1984 — жіночий тенісний турнір, що проходив на закритих кортах з килимовим покриттям Astro Arena в Х'юстоні (США). Належав до Світової чемпіонської серії Вірджинії Слімс 1983. Відбувсь учотирнадцяте і тривав з 30 січня до 5 лютого 1984 року. Третя сіяна Гана Мандлікова здобула титул в одиночному розряді.

## Фінальна частина

### Одиночний розряд
Гана Мандлікова —  Мануела Малеєва 6–4, 6–2
- Для Мандлікової це був 3-й титул за сезон і 23-й — за кар'єру.

### Парний розряд
Міма Яушовец /  Енн Вайт —  Барбара Поттер /  Шерон Волш 6–4, 3–6, 7–6
- Для Яушовець це був 1-й титул за рік і 15-й — за кар'єру. Для Вайт це був 1-й титул за кар'єру.

## Розподіл призових грошей
| Дисципліна       | П       | F       | ПФ     | ЧФ     | 1/8    | 1/16   | Попер. коло |
| Одиночний розряд | $30,000 | $15,000 | $7,350 | $3,600 | $1,900 | $1,000 | $700        |